# Oeiras e São Julião da Barra, Paço de Arcos e Caxias
Oeiras e São Julião da Barra, Paço de Arcos e Caxias (oficialmente União das Freguesias de Oeiras e São Julião da Barra, Paço de Arcos e Caxias) é uma freguesia portuguesa do município de Oeiras, com 13,53 km² de área e 58 094 habitantes (censo de 2021). A sua densidade populacional é 4 293,7 hab./km².
Estendendo-se da Barra à Gibalta, a freguesia delimita-se a sul pela parte mais atlântica do Estuário do Tejo, a leste pela freguesia de Algés, Linda-a-Velha e Cruz Quebrada/Dafundo e pela freguesia de Carnaxide e Queijas, a norte pelas freguesias de Porto Salvo e de Barcarena e a oeste por Carcavelos (município de Cascais).

## História
Foi constituída em 2013, no âmbito de uma reforma administrativa nacional de extinção de freguesias, integrando o território das antigas freguesias de Oeiras e São Julião da Barra, Paço de Arcos e Caxias. A sede da freguesia localiza-se na Rua Marquês de Pombal, no centro histórico de Oeiras, tendo delegações no Mercado de Paço de Arcos e no Mercado de Caxias.
Quando o concelho de Oeiras foi criado, a 7 de junho de 1759 por ordem de D. José I, estendia-se da Ribeira da Laje ao rio Jamor. Tendo como seu Conde, Sebastião José de Carvalho e Melo, Ministro de D. José I, Conde de Oeiras e Marquês de Pombal. Durante a segunda metade do século XVIII, Oeiras vive um período de forte dinamismo e desenvolvimento local, que até então era de características predominantemente rurais. A elevação à categoria de Vila e o estatuto ganho com o estabelecimento da residência oficial do Marquês de Pombal em Oeiras permitiram não só a criação de novas acessibilidades e infraestruturas, como também um aumento da população aristocrata na localidade. O território da margem direita da Ribeira da Lage, que inclui o que é hoje São Julião da Barra, Nova Oeiras e Carcavelos, foi a primeira expansão do concelho, realizada ainda pelo Marquês em 1764.
Já no século XIX, em 1835, foram estabelecidas as bases do novo sistema administrativo. A freguesia de São Julião da Barra resumia-se estritamente à antiga fortificação, o que lhe dava uma característica puramente militar. No decreto de 6 de Novembro de 1836, consta que a freguesia de São Julião da Barra tinha apenas 24 fogos e encontra-se separada da freguesia de Oeiras que nessa época tinha 850 fogos. Então, já em 1900, o Cardeal Patriarca decide anexar a freguesia de São Julião da Barra à freguesia de Nossa Senhora da Purificação de Oeiras.
Durante o século XX, durante o período de ditadura militar, a Freguesia de Nossa Senhora da Purificação de Oeiras desagrega-se. Divide-se em freguesia de Paço de Arcos e freguesia de Oeiras e São Julião da Barra em 1926.
No início do século XXI a freguesia de Paço de Arcos ainda se dividiu em Paço de Arcos e Caxias, divisão efémera que durou 12 anos (entre 2001 e 2013). A reorganização administrativa de 2012/2013 criou uma nova freguesia que voltou a reunir o território litoral da antiga freguesia de Nossa Senhora da Purificação de Oeiras, agregando as extintas freguesias de Oeiras e São Julião da Barra, Paço de Arcos e Caxias.

## Demografia
A população registada nos censos foi:
| Distribuição da População por Grupos Etários | Distribuição da População por Grupos Etários | Distribuição da População por Grupos Etários | Distribuição da População por Grupos Etários | Distribuição da População por Grupos Etários | Distribuição da População por Grupos Etários |
| -------------------------------------------- | -------------------------------------------- | -------------------------------------------- | -------------------------------------------- | -------------------------------------------- | -------------------------------------------- |
| Antes da agregação                           |                                              |                                              |                                              |                                              |                                              |
| Ano                                          | 0-14 anos                                    | 15-24 anos                                   | 25-64 anos                                   | >= 65 anos                                   | Total                                        |
| 2001                                         | 8211                                         | 7651                                         | 33308                                        | 9177                                         | 58347                                        |
| 2011                                         | 8125                                         | 5569                                         | 32347                                        | 12108                                        | 58149                                        |
| Após a agregação                             |                                              |                                              |                                              |                                              |                                              |
| Ano                                          | 0-14 anos                                    | 15-24 anos                                   | 25-64 anos                                   | >= 65 anos                                   | Total                                        |
| 2021                                         | 7426                                         | 5869                                         | 29906                                        | 14893                                        | 58094                                        |

## Parques e espaços verdes

#### Estação Agronómica Nacional
Ocupa uma área de 130 hectares, na localidade de Oeiras e São Julião da Barra.

#### Jardim Municipal de Oeiras
Também conhecido por Parque Almirante Gago Coutinho, é o principal parque de Oeiras e localiza-se no vale entre Oeiras e Santo Amaro, muito próximo das estações ferroviárias respetivas. É atravessado pela ribeira da Lage, resulta da junção de duas quintas: do lado direito a Quinta do Arriaga e do lado esquerdo a Quinta do Proença. Caracteriza-se pelo ambiente agradável e relaxante que proporciona, onde é possível encontrar lagos, zonas arborizadas, animais, uma estufa-fria e um parque infantil.

#### Parque dos Poetas
Parque urbano de Oeiras, reconhecido como um "museu ao ar livre". Tem 22,5 hectares e está repartido por duas fases, tendo a última sido inaugurada em 2015. Poetas como Luís de Camões, Fernando Pessoa, Florbela Espanca, Sophia de Mello Breyner Andersen e Eugénio de Andrade são homenageados neste espaço urbano de lazer. Possui diversas infraestruturas, entre as quais se destacam o Estádio Municipal, o Templo da Poesia, auditórios ao ar livre e a fonte cibernética.

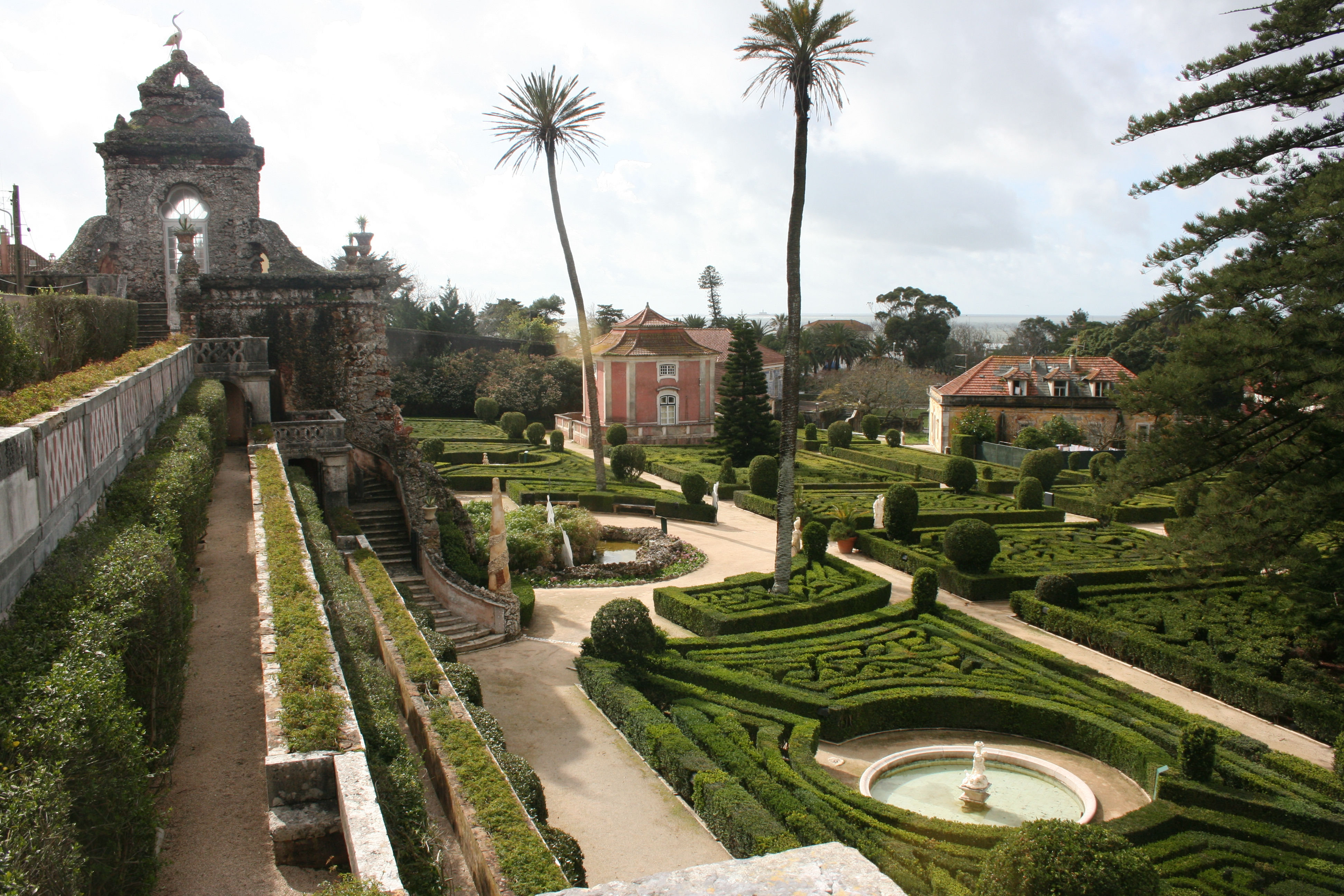
Jardim do Paço Real de Caxias

#### Jardim do Paço Real de Caxias
Emblemático jardim da localidade de Caxias e que constitui um valioso património natural e arquitetónico. Concebido à semelhança dos jardins do Palácio de Versalhes, o jardim é constituído por arbustos de diversas formas geométricas, lagos, estátuas e pela Cascata, o verdadeiro ex-libris deste espaço.

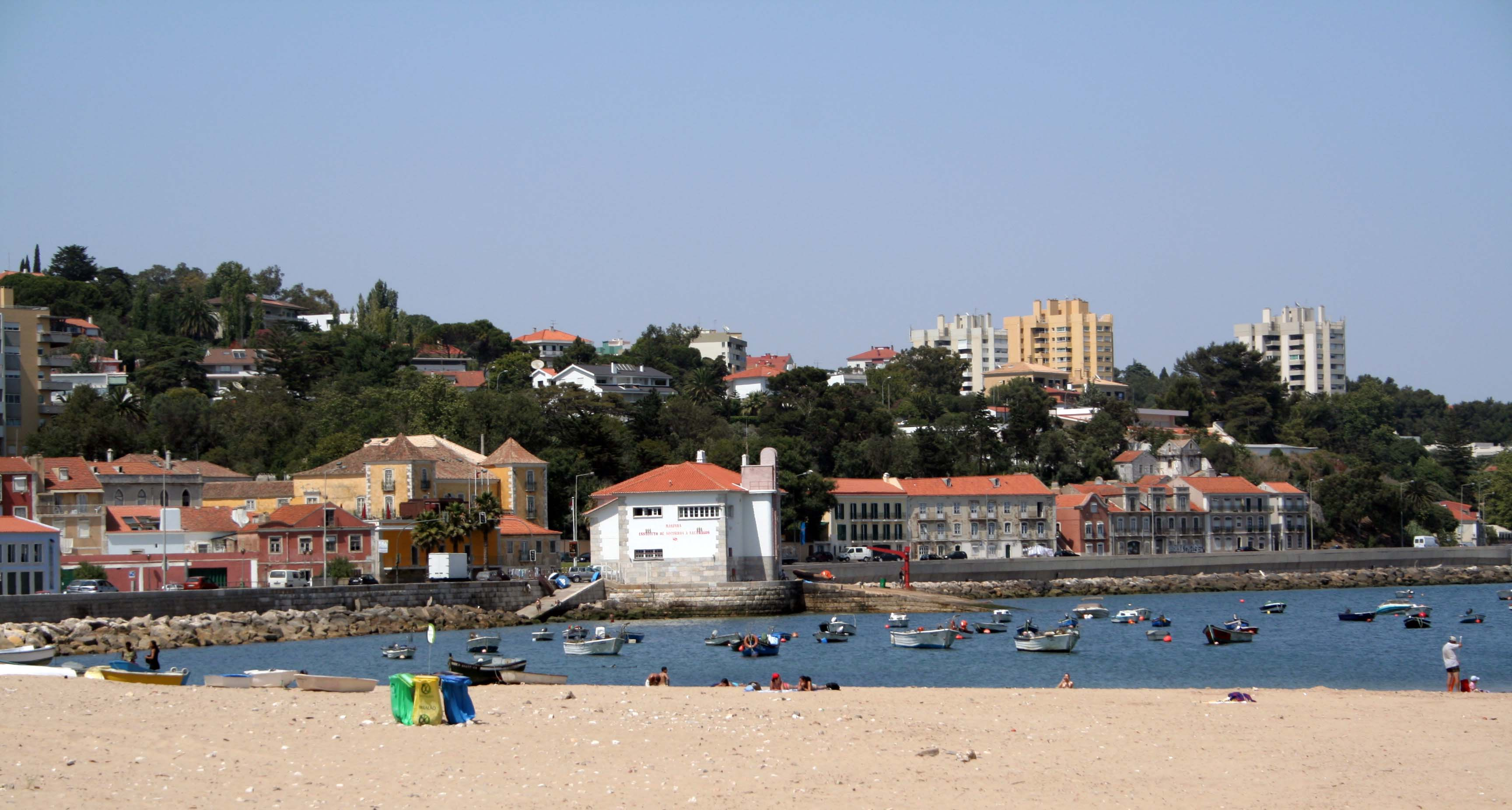
Praia dos Pescadores na Vila de Paço de Arcos.

### Praias e Passeio Marítimo

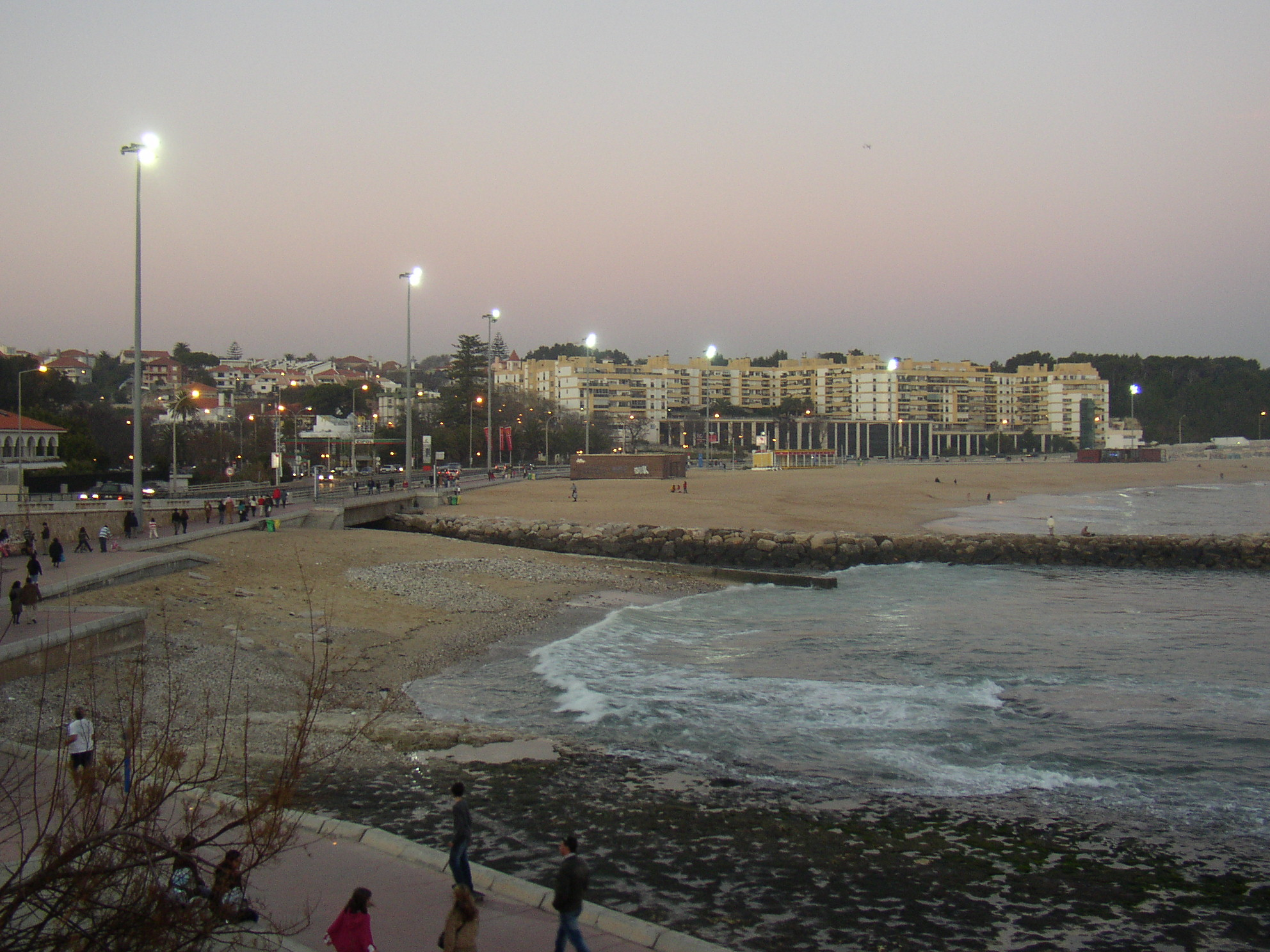
Passeio Marítimo junto à praia de Santo Amaro de Oeiras

A freguesia, banhada pelas águas do Estuário do Tejo, é constituída por várias praias que atarem grandes multidões, sobretudo na época de Verão. As qualificadas para atividades balneares são as seguintes: Praia da Torre, Praia de Santo Amaro de Oeiras, Praia de Paço de Arcos e Praia de Caxias.
O Passeio Marítimo é uma infraestrutura de lazer. No que toca à freguesia conta com uma extensão de 3850 metros, da Praia da Torre à Praia de Paço de Arcos, e com aproximadamente 1400 entre a Praça do Forte de São Bruno e a Boa Viagem (onde continua até ao Cais do Sodré). Está prevista a ligação de Paço de Arcos à Praça do Forte de São Bruno, finalizando o Passeio Marítimo em toda a orla costeira da freguesia.
Percorrendo o Passeio Marítimo vamos encontrando ao longo da costa as 7 fortificações marítimas que resistem de pé e vestígios das que foram destruídas. Estes fortes foram construídos para defender e controlar a entrada da Barra do Tejo. Começa por se ser possível ver os alicerces do destruído Forte de Nossa Senhora do Vale, que integram o Passeio Marítimo em Caxias e logo a seguir o Forte de São Bruno. Saindo do passeio marítimo, encontra-se a seguir o Forte da Giribita e depois, em Paço de Arcos, o portal do destruído do Forte de São Pedro. Continuando pelo Passeio Marítimo segue-se o Forte das Maias, o Forte do Areeiro e o Forte de Catalazete. Depois destes pequenos fortes de praia encontramos a Bateria da Feitoria e o grande Forte da Barra, no limite oeste da Praia da Torre. O conjunto culmina no meio da água com o Forte do Bugio (mesmo à entrada do Estuário do Tejo).

### Oeiras Marina

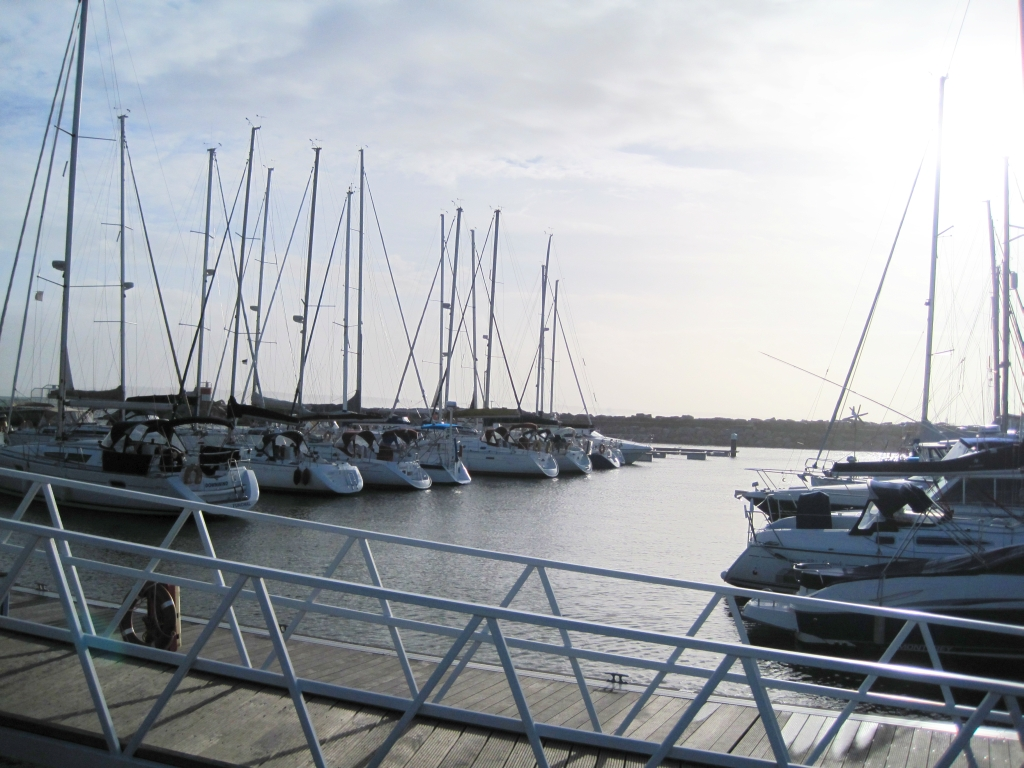
Porto de Recreio de Oeiras

Situado em São Julião da Barra, é um complexo formado pelo Porto de Recreio de Oeiras e Piscina Oceânica.
O Porto de Recreio tem uma profundidade de 3,5 metros e um cais de recepção de 58 metros, com capacidade para 274 embarcações “a nado” e para cerca de 100 embarcações “a seco”. Dispõe ainda de estacionamento automóvel, quatro edifícios comerciais, instalações da PSP e do Serviço de Estrangeiros e Fronteiras.
Por sua vez, a Piscina Oceânica de Oeiras, inaugurada em 1995, é constituída por dois planos de água, para adultos e crianças com uma área de 1500 m2 e 330 m2, respetivamente.

## Demografia
Analisando as três antigas freguesias que compõe atualmente a união, nos Censos de 1991 existiam 43364 habitantes mas nos de 2001 já só tinha 34850 habitantes. Em 2011 a população também teve um decréscimo, apesar de ser em menor escala, para 58149 habitantes.

## Infra-estruturas

### Educação
Oeiras está dotada de boas escolas, desde a educação pré-escolar até ao Secundário. Ao longo dos anos houve sempre um grande investimento ao nível da educação, que visa o bom desenvolvimento de Oeiras. É atualmente o concelho, a nível nacional, com maior concentração de licenciados e doutorados e um dos que apresentam uma menor taxa de abandono escolar e de saídas precoces do sistema educativo.

### Transportes
Em termos rodoviários, a EN6, vulgo Avenida Marginal, e a Autoestrada A5 são as principais vias de comunicação que servem a freguesia e que a liga aos territórios vizinhos. As Estações de Oeiras, Santo Amaro, Paço de Arcos e Caxias compõe a oferta ferroviária da freguesia, através da Linha de Cascais. A Vimeca/Lisboa Transportes e a Scotturb são os dois operadores de autocarros que cumprem o papel de servir a população local.
No geral transportes públicos são escassos e não servem verdadeiramente a comunidade residente/estudantil/trabalhadora. Mesmo em termos de deslocações a pé e de bicicleta, existem grandes entraves a estes modos de locomoção, não existindo planos concretos que melhorem a mobilidade da freguesia e do concelho como um todo.

##### SATU Oeiras
Projeto  de transporte urbano promovido pela Câmara Municipal e pela Teixeira Duarte que visava ligar as Linhas de Cascais e de Sintra, entre as estações de Paço de Arcos e do Cacém. Consistia num veículo assente em carris, puxado por cabo e sem tripulação, que na 1ª e única fase construída, ligava a Paço de Arcos (estação dos Navegantes) ao centro comercial Oeiras Parque (estação Forum). A 31 de Maio de 2015 o sistema foi suspenso e foi dissolvida a empresa municipal que operava o serviço.

##### Combus Oeiras
Serviço que consistia na disponibilização de carreiras urbanas de transporte coletivo com benefícios sociais e que operou no Concelho de Oeiras entre Junho de 2007 e 28 de Fevereiro de 2014. Resultou de uma parceria entre a Câmara Municipal e a Vimeca Transportes – Viação Mecânica de Carnaxide.

## Património

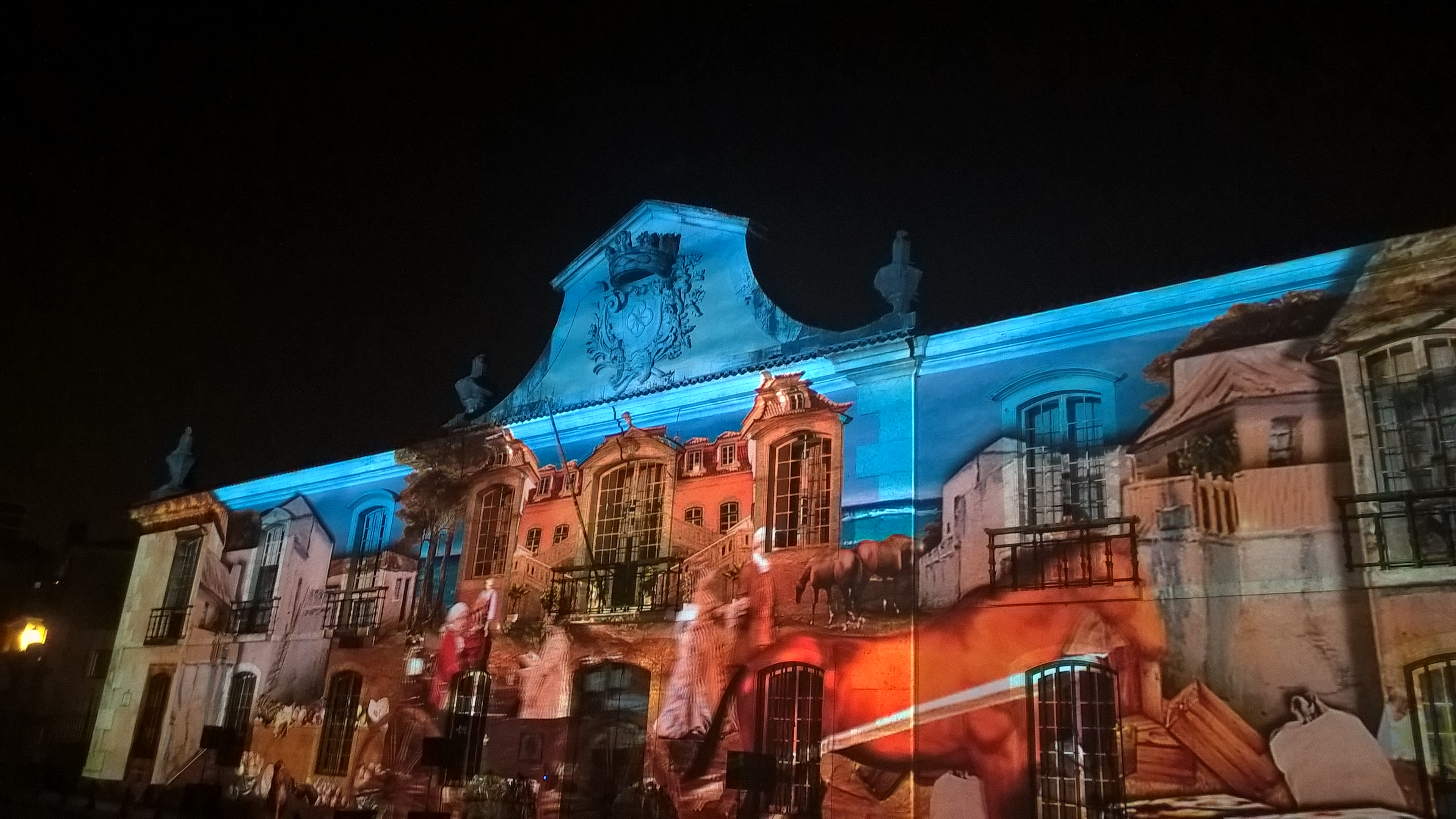
Festival "Noites no Palácio Encantado" - Junho de 2015

#### Histórico
- Palácio do Marquês de Pombal
- Casa da Pesca
- Pelourinho de Oeiras
- Palácio do Egipto
- Palácio dos Arcos

#### Militar
- Forte de São Lourenço do Bugio (Torre do Bugio)
- Forte de São Julião da Barra
- Forte de Catalazete
- Forte de São João das Maias
- Forte de Nossa Senhora de Porto Salvo (Forte da Giribita)
- Forte de São Bruno

## Comércio e Serviços
A antiga freguesia acompanhou o processo de reestruturação comercial e cultural da Vila de Oeiras. O Palácio do Egipto foi re-construído no centro histórico e reabriu dia 25 de Junho de 2009 incluindo um centro cultural com exposições, uma livraria sobre Oeiras, 1 nova esplanada (e mais 2 espaços ainda por inaugurar) e um novo palco para eventos culturais. Foi entretanto também reconstruído um velho edifício onde o Município de Oeiras abriu uma loja turística para promover o Vinho de Carcavelos, produzido na Estação Agronómica Nacional localizada em Oeiras, na antiga freguesia de Oeiras e São Julião da Barra.

## Gastronomia
A União de Freguesias de Oeiras e São Julião da Barra, Paço de Arcos e Caxias dispõe de uma vasta oferta ao nível da restauração, sobretudo nos centros históricos respetivos e na orla marítima. Associado à gastronomia local encontra-se o famoso Vinho de Carcavelos, produzido na Estação Agronómica Nacional.

#### Doçaria regional
- Queijada de Oeiras
- Palitos de Oeiras (ou do Marquês de Pombal)
- Cacetes de Paço de Arcos